# Ben Cauchi
Ben Cauchi (* 1974, Auckland, Nový Zéland) je novozélandský fotograf, specializující se na použití historických fotografických technik, zejména mokrého kolodiového nebo ambrotypického procesu.

## Životopis
Cauchi studoval na Massey University, kterou absolvoval v roce 2000. V roce 2007 absolvoval University of Otago Frances Hodgkins Fellow a v roce 2011 se zúčastnil rezidence Rity Angus Cottage ve Wellingtonu. V témže roce vyhrál cenu New Zealand Arts Foundation New Generation. V následujícím roce se stal členem Kreastlerhaus Bethanien Creative New Zealand Berlin Visual Art Residency v Künstlerhaus Bethanien a nyní tráví většinu svého času v Berlíně. Vystavoval na celém Novém Zélandu od roku 2001 a také v Austrálii, Velké Británii, Francii, Německu a Spojených státech.